# 维尔纳·雅罗温斯基
维尔纳·雅罗温斯基（德語：Werner Jarowinsky，1927年4月25日—1990年10月22日），德国统一社会党政治局候补委员、中央书记处书记。

## 生平
1927年，出生于列宁格勒的工人家庭。1945年，入党，加入自由德国工会联合会。1948年，先后在柏林大学国家与法学系和柏林洪堡大学经济系学习。1956年，获经济学博士学位，任商业供应部国内贸易研究所所长。1957年，任商业供应部办公室主任。1959年，任商业供应部第一副部长、代理国务秘书及部党委委员。1963年，为中央委员和政治局候补委员。10月，为中央委员会书记。1971年，任人民议院商业供应委员会主席。1990年，辞职。